# Guerra de Croacia
La guerra de Croacia o guerra de independencia croata (en croata: Domovinski Rat - Guerra de la Patria-, en serbio: Рат у Хрваtској o Rat u Hrvаtskoj -Guerra en Croacia-) tuvo lugar en Croacia desde 1991 hasta 1995. Aunque en la primavera de 1991 hubo choques previos, se convirtió en una guerra abierta tras la declaración unilateral de independencia croata el 25 de junio de 1991 contra los yugoslavos y la minoría serbocroata que se oponían. 
Inicialmente, la guerra se desarrolló entre Croacia y el Ejército Popular Yugoslavo (JNA, dominado por los serbios) junto con las fuerzas de la minoría serbia que proclamó la República Serbia de Krajina.
El bando croata apuntaba a establecer soberanía para la República de Croacia, anteriormente constituida como una república socialista dentro de la República Federal Socialista de Yugoslavia. La minoría serbia que habitaba Croacia (12.2%), rememorando lo sucedido en la Segunda Guerra Mundial, pretendía permanecer en Yugoslavia, buscando nuevos límites en partes de Croacia con mayoría étnica serbia o con una minoría serbia influyente. Las autoridades yugoslavas junto con su brazo armado, el JNA, se oponía a la secesión argumentando que ese no era derecho de las repúblicas constitutivas. A partir de 1992, y después de un alto al fuego transitorio, esta guerra continuó paralelamente a la guerra de Bosnia y a la guerra croata-bosnia, como parte de las guerras yugoslavas. La guerra resultó particularmente impactante por su brutalidad en una sociedad relativamente desarrollada como Europa y en los tiempos modernos.
La guerra acabó con la negociación de los Acuerdos de Dayton (en Dayton, Ohio, Estados Unidos), posteriormente firmados en París en diciembre de 1995.

## Antecedentes. Disensión en Yugoslavia
La guerra en Croacia fue resultado del ascenso del nacionalismo en Yugoslavia durante la década de 1980, que condujo lentamente a la disolución de la República Socialista Federal de Yugoslavia. La crisis comenzó a desencadenarse en Yugoslavia tras el debilitamiento de los regímenes socialistas de la Europa oriental, en la última fase de la Guerra Fría, todo ello simbolizado por la caída del Muro de Berlín en noviembre de 1989. En Yugoslavia, la Liga de los Comunistas de Yugoslavia había perdido ya gran parte de su preeminencia ideológica.
En los años 90, la agitación secesionista de los movimientos albaneses en Kosovo llevó a la represión de la mayoría albanesa en esta provincia del sur de Serbia. Las repúblicas más prósperas, Eslovenia y Croacia, quisieron dar pasos hacia la independencia y el sistema político occidental. La República de Serbia, dirigida por Slobodan Milošević, abogaba por el centralismo y el sistema de partido único (el comunista) para toda Yugoslavia, terminando por derogar la autonomía de las regiones de Kosovo y Vojvodina. Al mismo tiempo, el Ejército Popular de Yugoslavia experimentó un proceso de transformación, pasando de ser un ejército multinacional a convertirse en una fuerza controlada por los serbios.
Dado el ascenso del nacionalismo basado en los intereses individuales de cada república, se fue haciendo previsible la desaparición de Yugoslavia y su pronto reemplazo por unos cuantos Estados sucesores. Slobodan Milošević, desde su ascenso al poder en Serbia, trató de favorecer la continuidad de todos los serbios en un único Estado agitando el temor de lo sucedido durante la Segunda Guerra Mundial durante la vigencia del NDH. Las demandas eslovenas y croatas en pos de una mayor autonomía, incluyendo un estatus de tipo confederal e, incluso, una completa independencia, hicieron crecer asimismo las ideas nacionalistas entre los altos cargos de la aún gobernante Liga de los Comunistas de Yugoslavia.

## La reafirmación de Serbia
En marzo de 1989, la crisis en Yugoslavia se profundizó tras la adopción de algunas enmiendas a la Constitución socialista serbia. A través de ellas, el Gobierno serbio pudo reafirmar sus poderes efectivos sobre las provincias autónomas de Kosovo y Voivodina. Dado que estas entidades tenían asimismo derecho a voto a nivel de la presidencia federal de Yugoslavia (seis miembros de las repúblicas y dos de las provincias autónomas), Serbia, bajo su presidente Slobodan Milošević, obtuvo el control sobre tres votos de ocho en la elección de la presidencia federal. A través de apoyos adicionales de Montenegro y, ocasionalmente, Bosnia-Herzegovina, Serbia estaba en condiciones de ejercer una enorme influencia sobre el Gobierno federal. Esta situación ocasionó protestas en otras repúblicas, así como propuestas de reforma de la Federación Yugoslava.

## Movimientos electorales y constitucionales
El debilitamiento del régimen comunista permitió al nacionalismo extender su presencia política, incluso dentro de la propia Liga de los Comunistas de Yugoslavia. En el XIV Congreso Extraordinario de la Liga, celebrado el 20 de enero de 1990, las delegaciones de las repúblicas mostraron sus discrepancias sobre los temas principales de la federación yugoslava. La delegación croata demandó una federación menos centralizada, mientras que la delegación serbia, encabezada por Milošević, se opuso a ello. En consecuencia, los delegados eslovenos y croatas abandonaron el Congreso. Esto es considerado por algunos como el comienzo del fin de Yugoslavia.
Las primeras elecciones libres fueron convocadas entonces en Croacia y Eslovenia para unos pocos meses más tarde. Las elecciones parlamentarias croatas se celebraron entre abril y mayo de 1990 (la primera ronda el 22 de abril y la segunda el 6 de mayo).
A lo largo de 1989 se habían fundado varios partidos políticos, entre ellos la Unión Democrática Croata (Hrvatska Demokratska Zajednica, HDZ), liderada por el nacionalista Franjo Tudjman. La HDZ basó su campaña en la aspiración a la independencia y en una retórica general antiyugoslava y antiserbia, alimentando en los croatas el sentimiento de que solo el HDZ podía proteger a Croacia de las aspiraciones de los sectores serbios liderados por Slobodan Milošević relativas a la conformación de la Gran Serbia. De este modo, logró encabezar los resultados de las elecciones (seguido por los comunistas reformistas de Ivica Račan, el Partido Socialdemócrata de Croacia) y formar un nuevo Gobierno croata.
Un factor importante en la preservación de los límites fronterizos de Croacia fue la ayuda internacional recibida, a cargo de miembros de la diáspora croata. Muchos futuros dirigentes del HDZ, incluyendo a Tudjman, realizaron visitas internacionales durante los 80 y a principios de los 90 con vistas a obtener apoyo de los emigrantes hacia la causa nacional croata. Sin embargo, estos contactos fueron ya interpretados por algunos políticos comunistas conservadores (mayoritariamente serbios) como muestras de separatismo. Esta sensación fue, además, fuertemente reforzada por algunas controvertidas declaraciones de miembros del HDZ y por una retórica imprudente que era cualquier cosa menos pacífica. Sirva como ejemplo una recordada declaración pública de Tudjman en la que se congratulaba de que su mujer no fuera “ni serbia ni judía". Adicionalmente, el empleo de iconografía nacionalista, parte de ella recuperada directamente del movimiento nacionalista croata que fue responsable, durante la Segunda Guerra Mundial, de la desaparición de probablemente más de 100.000 serbios, no contribuyó a rebajar las tensiones[cita requerida].
El 13 de mayo de 1990, tuvo lugar en Zagreb un partido de fútbol entre el Dínamo de Zagreb y el Estrella Roja de Belgrado. Los choques entre estos dos equipos yugoslavos, habitualmente rivales en los puestos altos de la liga del país, habían sido siempre de alto riesgo, pero esta vez el encuentro degeneró en violentos incidentes cuando los hinchas del Dínamo trataron de saltar las vallas hacia la zona del estadio donde se hallaban los del Estrella Roja. Rápidamente, estos comenzaron a lanzar asientos y trozos de valla sobre los fanes del Dínamo, lo que desencadenó una intervención policial. La militia (policía de la época comunista) intervino inmediatamente, cargando contra los seguidores del Dínamo con un resultado de más de 60 heridos.
El 30 de mayo de 1990, el nuevo parlamento croata celebró su primera sesión, en la que el presidente Tudjman anunció su intención de aprobar una nueva Constitución (que sería ratificada a finales de ese año) y propuso multitud de cambios políticos, económicos y sociales, algunos en relación con si los derechos de las minorías serbia y bosnia serían garantizados o no. Los dirigentes serbios locales se opusieron, temiendo que la población serbia de Croacia se vería amenazada. Su principal preocupación era que la nueva Constitución cambiara el estatus de los sebocroatas, pasando a ser una 'minoría nacional' en lugar de una 'nación constituyente'. Esto sucedió finalmente con la aprobación de la Constitución a finales de año.
En agosto de 1990, se celebró un referéndum no oficial en regiones con una sustancial población serbia (que serían posteriormente conocidas como la República Serbia de Krajina), sobre la cuestión de la autonomía y soberanía serbias en Croacia. Esto se hizo para tratar de contrarrestar los cambios en la Constitución. El Gobierno croata trató de bloquear el referéndum enviando fuerzas policiales a las comisarías de policía rebeldes en las zonas serbias para confiscar sus armas. Entre otros incidentes, civiles serbios del sur de Croacia, la mayoría en torno a la ciudad de Knin, bloquearon los caminos de acceso a los destinos turísticos de la costa de Dalmacia. Años después, durante el juicio a Milan Martic, Milan Babić afirmaría que fue engañado por Martić para organizar la revuelta, y que esta –así como la guerra en Croacia en sí misma– fue responsabilidad de Martić, dentro de un plan orquestado por Belgrado. El Gobierno croata respondió al bloqueo mediante el envío de cuerpos policiales especiales transportados por helicópteros, pero estos fueron interceptados por aviones de combate del Ejército Yugoslavo y obligados a regresar a Zagreb.
Los serbios de Croacia no trataron en un principio de conseguir la independencia. El 30 de septiembre de 1990, el Consejo Nacional Serbio declaró "la autonomía del pueblo serbio en los territorios históricos en los que vive, y que están dentro de las fronteras actuales de la República de Croacia como unidad federal de la República Socialista Federal de Yugoslavia".

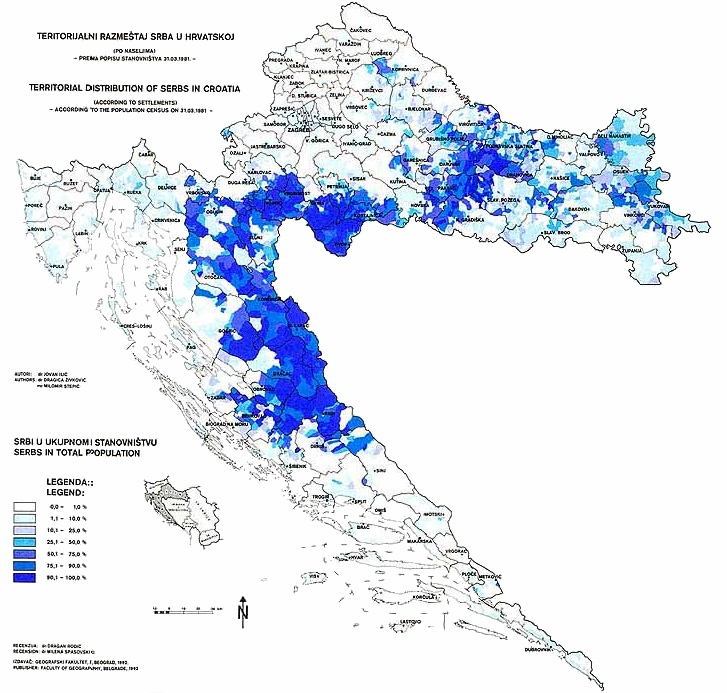
Zonas pobladas por serbios en Croacia (según el censo prebélico de 1991)

Tras la elección de Tudjman y ante la percepción de amenaza nacida de la nueva Constitución, serbios nacionalistas de la región de Kninska Krajina emprendieron acciones armadas contra funcionarios del Gobierno croata. Muchos fueron expulsados del territorio que a la fuerza de la RSK. Las dependencias del Gobierno croata en la región empezaron a ser controladas por autoridades locales serbias o el recientemente instituido Consejo Nacional Serbio. Este acabaría después por ser el Gobierno de la rebelde República Serbia de Krajina. Y estaba liderado por Milan Babić (posteriormente condenado por el Tribunal Penal Internacional para la ex-Yugoslavia por crímenes de guerra.
El 22 de diciembre de 1990, el Parlamento de Croacia ratificó la nueva Constitución, cambiando el estatus de los serbios de Croacia, ahora considerados 'minoría nacional' en lugar de 'nación constituyente'. El porcentaje de aquellos que se declaraban serbios, según el censo de 1991, era del 12,2 % (78,1 % de la población se declaraba croata). Esto se interpretó como la anulación de algunos de los derechos que la anterior Constitución (socialista) había concedido a los serbios de Croacia, alimentando así el extremismo entre ellos. Además, muchos serbios comenzaron a perder sus empleos en la administración pública croata, particularmente tras la ratificación de la Constitución. Esto no hizo sino aumentar aún más la tensión.
Asimismo, Eslovenia se encontraba en estos momentos inmersa en su propio proceso hacia la independencia. El 23 de diciembre de 1990 —un día después de la ratificación de la nueva Constitución croata— Eslovenia celebró un referéndum de autodeterminación, en el que los votos a favor de la independencia alcanzaron el 88 %.
Inmediatamente después del referéndum esloveno y la nueva Constitución croata, el Ejército Popular Yugoslavo (JNA) anunció la adopción de una nueva doctrina de defensa para todo el país. La doctrina de la era Tito, según la cual cada república mantenía su propia fuerza de defensa territorial (Teritorijalna Obrana, o TO), sería reemplazada por un sistema centralizado de defensa. Las repúblicas perdían sus competencias en materia de defensa y sus TO serían desarmados y subordinados al cuartel general del ejército federal en Belgrado.

## Orden de batalla de las fuerzas intervinientes

### Antes y durante las operaciones de 1991
Yugoslavia había adoptado en 1969 (como consecuencia de la Invasión de Checoslovaquia) una doctrina militar sobre la base de una posible guerra total llamada Defensa Nacional Total o Defensa Total del Pueblo (ONO) que fue inspirada por la Guerra de Liberación de Yugoslavia en contra de la invasión de las potencias del Eje y contra los Ustacha croatas y los Chetniks serbios.
La fuerza principal de este sistema fueron dos componentes de las Fuerzas Armadas de la República Federativa Socialista de Yugoslavia (RFSY): el Ejército Popular Yugoslavo (JNA) y las Fuerzas de Defensa Territorial (TO). El JNA era un componente federal y operativo, mientras que las TO estaban menos armadas y destinadas principalmente a la guerra de guerrillas y la vigilancia territorial. A diferencia del JNA, las TO eran organizadas por las repúblicas y provincias autónomas. Las repúblicas estaban a cargo de su funcionamiento pero el comando estaba bajo la jurisdicción de la Presidencia de la RFSY. Su naturaleza era de reserva, lo que significa que se movilizaban para la guerra. El personal del comando de las TO eran, en principio, oficiales activos, la mayoría de los cuales también sirvieron en el JNA y estaban ideológicamente conectados a él.

#### Ejército Popular Yugoslavo (JNA)
Como Ejército Popular Yugoslavo (JNA) se refería al Ejército (KoV), la Armada (JRM), la Fuerza Aérea (RV i PVO) y las tropas de frontera.
El JNA estaba controlado por el Ministerio de Defensa Federal mientras que la responsabilidad operativa recaía en el Estado Mayor. Este estaba, a su vez, subordinado a la presidencia colectiva. La Presidencia, que rotaba luego de Tito su Presidente y cuyas decisiones se basaban en la mayoría de sus siete miembros, también estaba sujeta al veto de cualquiera de sus miembros. Por lo tanto, con el tiempo, el control del JNA fue, en gran medida, una consecuencia de las tendencias políticas fuertemente divergentes entre aquellos que buscaban preservar la unidad y aquellos que se preparaban para una ruptura del sistema federal y el establecimiento de nuevos estados independientes.
Se había formado durante la Segunda Guerra Mundial en forma de guerrilla y fuerza convencional en el año 1945. Dada la peculiar posición política de Yugoslavia en Europa, su conducción militar apreció que podía esperar tener que hacer frente a un ataque tanto de la OTAN como de las fuerzas del Pacto de Varsovia. Esperando ser, en ambos casos, claramente superada, el JNA decidió ejercer una estrategia basada principalmente en la guerrilla, lo que se demostraría desastroso en la guerra que estaba por venir ya que se encontró a sí mismo en un escenario bélico en el que debía desempeñar la posición de atacante sin apoyo de la población civil en el terreno —justo el tipo de papel que había definido y estudiado para un hipotético invasor de Yugoslavia—, viendo de primera mano las limitaciones de dicha doctrina.
El JNA tenía la intención de proporcionar una fuerza unificadora en la paz y en la guerra. Por lo tanto, el Ministerio de Defensa enviaba conscriptos fuera de sus distritos de origen para evitar el dominio étnico en las unidades regulares. A pesar de este esfuerzo, éstas se debían complementar con reservistas locales (estimados en 400.000). Como resultado, las unidades tendrían un carácter claramente étnico en la movilización. Simultáneamente, y a pesar de los esfuerzos por evitarlo, el cuerpo de oficiales del JNA estaba dominado por serbios y montenegrinos. Ellos comprendían el 38,8 % de la población yugoslava pero constituían el 70% del cuerpo de oficiales. Este carácter étnico del JNA también es relevante para comprender la evolución del conflicto. El componente multiétnico del JNA eclosionaría al inicio de la guerra. Los conflictos políticos y la lucha civil iban a suponer la deserción de muchos integrantes perjudicando así seriamente la efectividad.
A principios de 1990, el JNA tenía 275.341 personas. A fines de ese año contaba con unas 60.000 personas en Croacia. En 1991 el JNA solicitó la movilización de 142.058 personas o el 7 % de los reclutas menores de 45 años de Bosnia y Herzegovina, Serbia y Montenegro. En la segunda mitad de 1991, el JNA tenía un efectivo de 112.443 en territorio croata. De ellos, 96.625 personas eran del JNA y 15.818 de las TO.
El JNA comprendía tres distritos militares y uno naval que también controlaba tropas de tierra. Durante la Guerra de Croacia, estuvieron involucrados, fundamentalmente:
- 5.° Distrito Militar (Zagreb) con los 10.°, 13.° y 32.° Cuerpos.
- 1.° Distrito Militar (Belgrado) con los 17.° y 5.° Cuerpos.
- 3.° Distrito Militar (Skopie) con el 2.° Cuerpo.
- Distrito Naval (Split) con el 9.° Cuerpo, el 9.° Sector Naval y unidades de superficie.

El JNA parecía ser una fuerza poderosa, con 2000 tanques y 300 aviones de combate. Sin embargo, para 1991, la mayoría de este equipamiento tenía más de 30 años: los modelos más extendidos, el tanque T-54/55 y el caza MiG-21, constituían el 60% y el 40% de las fuerzas blindadas y la fuerza aérea, respectivamente. Por el contrario, los misiles antitanque (como el AT-5) y antiaéreos (como los SA-14) eran más modernos y bastante abundantes.

##### Otras estructuras implicada en la doctrina de defensa total popular
Además de las tropas controladas por el Ministerio de Defensa de Yugoslavia, el Ministerio Federal del Interior controlaba las fuerzas de inteligencia y seguridad del estado y las fuerzas policiales en todo el país. El Ministerio del Interior también controlaba la Policía Popular, una organización paramilitar que realizaba operaciones antidisturbios y de seguridad además de las funciones policiales estándar. Como fuerza policial, estaba relativamente bien armada. Varias unidades tenían vehículos blindados de transporte de personal, vehículos blindados de combate y helicópteros.
La doctrina de guerra popular total también exigía a las Repúblicas y Provincias Autónomas que desempeñaran un papel crítico en la movilización. Específicamente, cada República y Provincia Autónoma era responsable de sus propias fuerzas policiales y agencias de inteligencia bajo el Ministerio del Interior de la República. Además, cada República y Provincia Autónoma era responsable de organizar, equipar y movilizar sus propias unidades Fuerzas de Defensa Territorial (TO) y de Defensa Civil. Cada república mantenía su propio comando de las TO, sobre la cual el personal general de la JNA Federal debía ejercer el control estratégico, dejando el control táctico al liderazgo regional o local. Las unidades TO reclutaban localmente por lo que reflejaban la composición étnica del área.
Además de las TO y el ejército regular, todos los ciudadanos entre las edades de 15 y 65 años (55 para mujeres) que de otro modo no estaban prestando servicios estaban obligados a participar en las Fuerzas de Defensa Civil. Las Fuerzas de Defensa Civil se administraron a través del Ministerio Federal del Interior.

#### Fuerzas serbocroatas
Las fuerzas armadas serbias se formaron principalmente sobre las estructuras existentes de asuntos internos y defensa nacional. Las primeras formaciones se crearon a través de la toma de los comandos y estaciones de policía del Ministerio del Interior de la República de Croacia. Se estableció oficialmente en enero de 1991.
Los sectores bajo poder serbio se componía en tres regiones autónomas, cada una configuró su fuerza militar que fue unida recién en 1992:
1.) Región Autónoma Serbia de Kninska Krajina y Banija-Kordun.
2.) Región Autónoma Serbia de Eslavonia Occidental.
3.) Región Autónoma Serbia de Eslavonia Oriental, Baranja y Srem Occidental. 
La minoría serbia en la autoproclamada Región Autónoma de Krajina formó varios grupos paramilitares a partir del verano de 1990 alcanzando 12.000 miembros. El mayor de ellos fue formado por el exjefe de policía de la región, Milan Martić, quien se convirtió en secretario de Asuntos internos de la región (posteriormente fue presidente de la RSK). Los miembros serbios étnicos de la antigua fuerza policial, que se estima que comprenden del 20% al 50% de la policía de Croacia, proporcionaron la mayor parte de los efectivos "Martievći". En el resto de las regiones, la dinámica fue similar 
Las milicias serbocroatas, apoyadas sobre estructuras de las TO y grupos paramilitares también fueron aumentados por voluntarios serbios de Croacia, Serbia (como los Beli Orlovi o los Srpski Četnički Pokret) y otros lugares de la ex Yugoslavia. El JNA proporcionó cantidades sustanciales de armas pesadas y suministros desde sus almacenes. El sueldo de los milicianos eran pagados a través del JNA; el abastecimiento de armamento y munición también era brindado por esa fuerza.
Desde el otoño de 1991, las TO ha sido una parte integral de las Fuerzas Armadas de la RFSY. En la Región Autónoma de la Krajina, su efectivo alcanzó entonces 24.410 personas.
En septiembre, el JNA reforzó a los serbios croatas rebeldes. Varios oficiales y suboficiales fueron nombrados el 20 de septiembre de 1991 y enviados a Croacia para dirigir a las TO serbias.

#### Guardia Nacional Croata (ZNG)
Las armas de la Defensa Territorial (TO) de la República Socialista de Croacia, hasta mayo de 1990, se mantuvieron en sus propios almacenes. Ante el incremento de las tensiones, el 14 de mayo de 1990 se ordenó la transferencia del material al poder del JNA. Entre el material transferido, había unos 180.000 fusiles, morteros y armamento antiaéreos junto a toda la munición disponible.
El desarme del TO y la falta de fiabilidad de su mando superior fueron la razón para que el Ministerio del Interior y la policía asumieran la carga de defender la República de Croacia. A mediados de septiembre de 1990, el gobierno croata emitió una decisión determinando el número de milicias en caso de guerra: 70.000 miembros, de los cuales 25.000 activos y 45.000 de reserva. Esta fue la base para un mayor número de miembros MUP (policía especial del ministerio del interior) y un cambio en la estructura de seguridad. En la policía croata en el verano de 1990 era étnicamente mayormente serbia. Con 6.800 miembros a mediados de la década de 1990, a fines de enero de 1991 el MUP había crecido a 18.500s. En abril de 1991, había alrededor de 39.000 en la reserva MUP. Además del MUP permanente y de reserva, se establecieron 18 unidades policiales especiales, una en cada administración policial y una bajo el Ministerio del Interior.
A mediados de abril de 1991, la Guardia Nacional Croata (ZNG) fue constituida dentro del Ministerio del Interior como una composición especial destinada a la defensa del orden constitucional, la integridad y la integridad territorial de la República de Croacia, pero bajo el mando del Ministerio de Defensa. El ZNG representaba una especie de cruce entre el ejército y la policía. Fue concebido como una reserva y activo. Según los primeros planes, era tener un Comando, cuatro brigadas activas, 16 brigadas de reserva y nueve batallones de reserva independientes. En total, se suponía que tenía 38.726 personas en la reserva. La estructura de la fuerza de reserva se hizo sobre la base de la policía de reserva.
El 28 de mayo de 1991 fue creada la ZNG, dentro del Ministerio del Interior de la República de Croacia. Debido a la captura de los almacenes del año anterior, su personal no contaba con armamento. También carecía de instrucción y de un sistema de comando. En ese entonces contaba con 8.000 fusiles, lo que le alcazaba a armar un batallón por brigada.
En mayo de 1991, los funcionarios croatas estaban enumerando brigadas del Cuerpo de la Guardia Nacional "activas" y "de reserva". El Cuerpo de la Guardia Nacional (ZNG) atrajo a soldados de la antigua policía republicana (una fuerza de aproximadamente 15.000 en 1990) y de reservistas y miembros croatas de las TO. La mayor parte de los puestos de liderazgo fueron ocupados por ex oficiales de la JNA que eran croatas. En 1991, Croacia anunció que los ciudadanos croatas cumplirían su servicio militar en el Cuerpo de la Guardia Nacional (ZNG), en lugar de en el JNA.
A finales de julio y principios de agosto de 1991, se establecieron los comandos para Eslavonia Oriental, para el área de Banija-Kordun, para el área de Lika, para Dalmacia central y septentrional y para Dalmacia del sur como un intento de liberar al Comando ZNG de la dirección directa de todas las unidades. En agosto, se estableció el Comando del Cuerpo de Zagreb del ZNG.
El papel principal de Guardia Nacional era proporcionar seguridad interna y luchar en la guerra de contrainsurgencia contra los grupos paramilitares serbios. Su abastecimiento de armamento inicial fue comprado armas y municiones de Hungría, Rumania y de fuentes privadas en otros países. Sin embargo, el armamento, al inicio siempre escaseó y muchas unidades fueron formadas provistas de fusiles de la Segunda Guerra Mundial o incluso desarmadas. El Ejército croata disponía tan sólo de un puñado de tanques (provenientes de la Segunda Guerra Mundial, como los T-34) y su fuerza aérea era aún más deficiente: unos pocos y viejos biplanos fumigadores Antonov fueron reconvertidos como aviones bombarderos. El Ejército estaba, sin embargo, altamente motivado y fue estructurado en unidades de combate locales –de modo que la gente de un pueblo defendería su propia tierra–, lo que suponía que serían muy efectivas al luchar en su propio terreno.
En agosto de 1991, la ZNG tenía menos de 20 brigadas, que se verían aumentadas a 60 hacia finales de ese año tras la movilización general ordenada en octubre. Tomando los cuarteles del JNA en la llamada Batalla de los Cuarteles, consiguieron aliviar significativamente el problema de la escasez de equipamiento. De esa manera, Croacia se pudo hacer de 230 blindados de distinto tipo, más de 400 piezas de artillería, artillería costera, algunos buques de guerra y una gran cantidad de armas livianas.
Voluntarios locales y organizaciones como las Fuerzas de Defensa Croatas (HOS) fueron rápidamente formadas para mitigar el problema de la falta de unidades, siendo posteriormente integradas en el ejército regular. El (HOS) en 1991 y 1992 fue organizado por el Partido de Derechos de Croacia. El espacio mediático que recibió HOS fue desproporcionado en cuanto a su número e importancia en la defensa de Croacia. Según fuentes del partido, había unos 3.000 miembros de HOS en Croacia. Según el Ministerio del Interior desde finales de 1991, el HOS tenía alrededor de 250 personas bajo las armas.
En septiembre, los comandos regionales y el Cuerpo de Zagreb fueron renombrados en seis comandos de zona operacional basados en Osijek, Bjelovar, Zagreb, Karlovac, Rijeka y Split.
En septiembre de 1991, se estableció el Comando de la Armada de Croacia (HRM), que bajo su mando tenía tres destacamentos navales, unidades de propósito especial, los puertos de Ploče, Šibenik y Pula, la artillería costera, la división de defensa aérea y el batallón de infantería naval.
La organización de la Fuerza Aérea Croata (HRZ) comenzó con el desarrollo de grupos aéreos establecidos dentro del Comando ZNG y otras estructuras de defensa en toda Croacia. Después de la conquista del aeropuerto de Lučko en septiembre de 1991, se establecieron las primeras unidades en Lučko, Čakovec, Osijek, Split y Pula. En general, la importancia de la Fuerza Aérea croata era pequeña.
El 3 de noviembre de 1991, la Guardia Nacional Croata pasó a llamarse oficialmente Ejército de Tierra Croata (HV). El HV continuó creciendo, contando con unos 200.000 soldados para fines de 1991. Aunque la fuerza contrarrestó con éxito el JNA ese año, el HV era deficiente en organización, entrenamiento y apoyo de armas pesadas.

### Reestructuraciones y fuerzas militares entre 1992 y 1995
Luego del alto al fuego del 3 de enero de 1992, el JNA abandonó formalmente el territorio croata. Consecuentemente, quedaron las siguientes fuerzas:

#### Ejército Croata (HV)
A fines de 1991, el HV aún carecía de recursos suficientes para retrasar el JNA y continuó experimentando un desempeño inadecuado por parte de su personal. Sin embargo, al igual que el ZNG, se benefició de la alta moral de sus tropas y del propósito bien definido de su misión. El crecimiento y la mejora sistemática de la capacidad del HV se aceleraron en 1992, continuando durante la guerra de Independencia de Croacia.
Hacia 1995, el Ejército Croata se convirtió en una fuerza de combate efectiva –como lo mostraría en varias acciones posteriores– fundamentada en las fuerzas de élite "Brigadas de Guardia" (ocho) y en los menos efectivos "Regimientos de Defensa de la Patria" y brigadas regulares. Esta organización suponía que, en posteriores campañas, el Ejército Croata intentaría desarrollar una variante de "Blitzkrieg" con las Brigadas de Guardia asumiendo el papel de abrebrechas en las líneas, mientras otras unidades se dedicaban a aguantar la línea y completar el cerco y aislamiento de las unidades enemigas.

#### Ejército de la República Srpska Krajina (SVK)
Yugoslavia mantuvo sus fuerzas brindando seguridad en los sectores que controlaba hasta el arribo de UNPROFOR. El 2 de marzo de 1992, el Secretario Federal de Defensa Nacional al Estado Mayor Yugoslavo ordenó la reestructuración de las unidades de las TO serbias en Croacia. Estas serán la base de la conformación de su estructura militar.
El 27 de abril se creó la República Federal Yugoslava (RFY) por lo que el JNA se transformó en el Ejército Yugoslavo, lo que implicó su desmembramiento. A partir de entonces, las fuerzas territoriales de la Republika Srpska Krajina (RSK) dejaron de ser su parte integrante. Las autoridades de la RFY decidieron la transferencia de miembros de JNA nacidos en el territorio de Bosnia y Herzegovina y Croacia a cuarteles en Yugoslavia y viceversa. En consecuencia, su estado mayor ordenó el 11 de mayo a los comandos de los cuerpos 5, 10, 13 y 17 la transferencia de unidades del JNA a las guarniciones en Serbia.
El 18 de mayo de 1992, la Asamblea de la RSK resolvió que ésta debía tener un Ejército Serbio ante la inminencia de guerra con las unidades de las TO mientras que la Policía Especial (o Milicia - PJM) debería estarle subordinada. El 16 de octubre, renombraron al Estado Mayor de las TO como Estado Mayor del Ejército de la RSK colocándole las PJM bajo su comando. El 27 de noviembre, se transforman las TO y la PJM en el Ejército Serbio de la RSK (Srpska vojska Republike Srpske Krajine) desbandando las brigadas de la PJM y renombrando las fuerzas de defensa territorial regionales como Cuerpos. En abril de 1993, la Asamblea de la RSK renombró al Ejército Serbio de la República Serbia de Krajina (Srpska vojska Republike Srpske Krajine) como Ejército de la República Serbia de Krajina (Srpska vojska Krajine - SVK).
Durante la vida del RSK, diversas reorganizaciones se llevaron a cabo. En febrero de 1995 estaba integrado como:
- 7.mo Cuerpo "Dalmatinski".
- 15.to Cuerpo "Lički".
- 21.er Cuerpo "Kordunski".
- 39.o Cuerpo "Banijski".
- 18.vo Cuerpo "Zapadno-Slavnoski".
- 11.mo Cuerpo "Istočno-Slavonski".
- 105.ta Brigada de Aviación militar.
- 44.ta Brigada de defensa antiaérea de cohetes.
- Otras unidades de apoyo e instrucción.

En 1994, su efectivo era de 64615 miembros (73% del efectivo orgánico), con solo 42% con menores de 35 años de edad.

## Desarrollo de la guerra
Existe controversia de cuándo considerar el comienzo de la guerra. Sin embargo se puede considerar que comenzó a mediados de mayo de 1990 después de la victoria del HDZ. Por ello se la puede dividir en cinco períodos o fases:
- Primero: desde las elecciones de mayo de 1990 hasta el Enfrentamiento de Pakrac (1 y 2 de marzo de 1991). Incluye la captura del armamento de las TO.
- Segundo período: abarca los acontecimientos desde el incidente en Pakrac hasta la ocupación de Baranja y parte Dalmacia (duró desde principios de marzo hasta finales de agosto de 1991). El JNA adopta posiciones de amortización
- Tercer período: guerra abierta entre las Fuerzas Armadas yugoslavas y las formaciones serbocroatas y las formaciones croatas. Duró desde septiembre de 1991 hasta principios de enero de 1992.
- Cuarto período: desde el alto al fuego hasta la operación Bljesak. El JNA se retira de Croacia dejando a cargo a las formaciones Serbias.
- Quinto periodo: expansión de la soberanía de la autoridad croata hasta su frontera establecida en los tiempos del AVNOJ. Expulsión de los serbios del territorio. Desde el 1 de mayo hasta el cumplimiento del Convenio de Erdut.

### Preparativos e inicio de la contienda (1991)

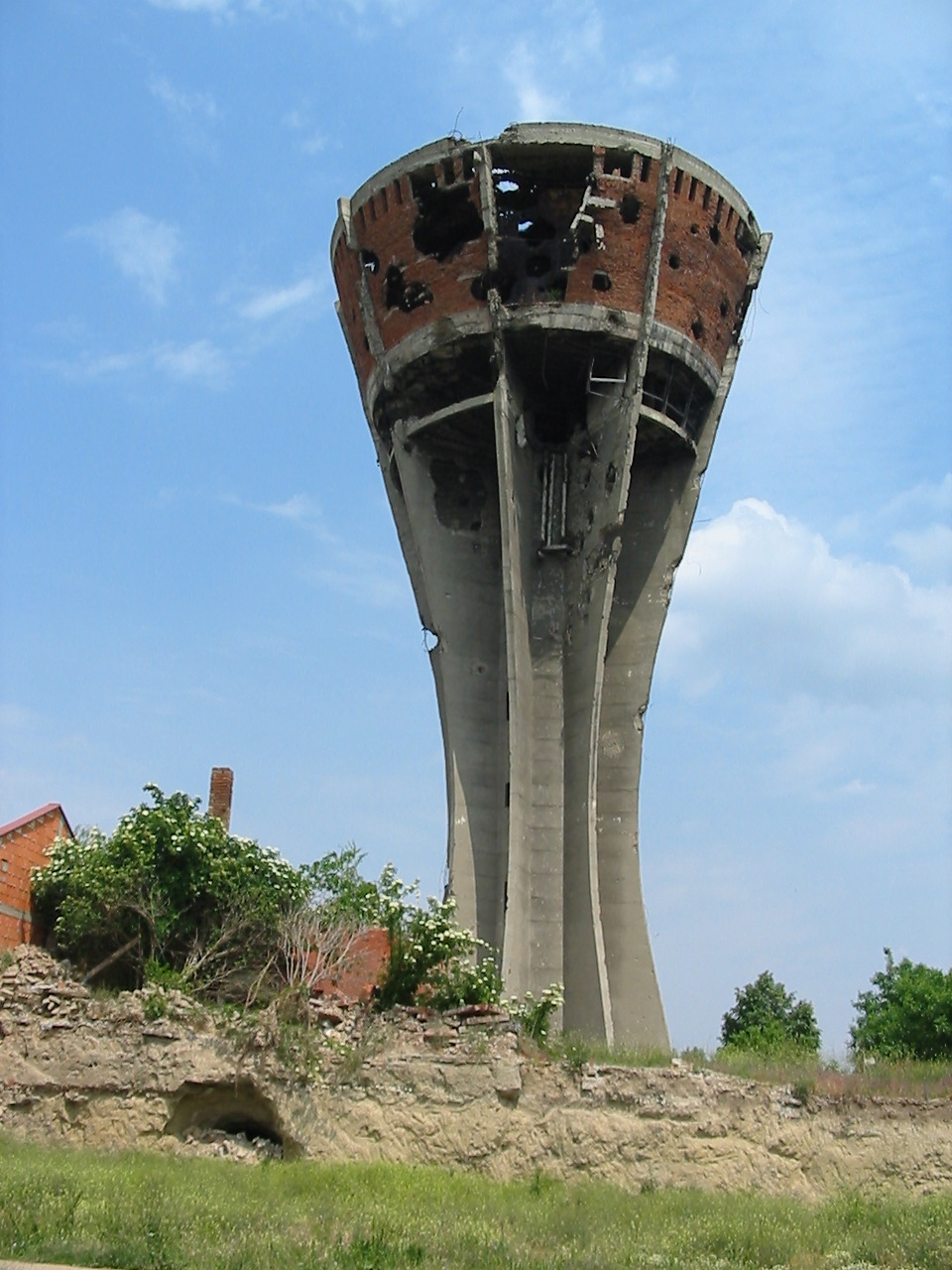
Uno de los primeros edificios destruidos durante las hostilidades fue la torre de agua de Vukovar, que ha quedado como un símbolo del conflicto.

A inicios de 1991, el odio étnico iba en aumento. Varios incidentes alimentaron la maquinaria propagandística de ambos bandos, causando a su vez mayor odio. El conflicto pronto desembocó en incidentes armados en las áreas rebeldes. El enfrentamiento de Pakrac de inicios de marzo y el del lago de Plitvice fueron de los más representativos.
En abril de 1991, los serbios de Croacia iniciaron serios movimientos hacia la secesión. Es materia de debate hasta qué punto este movimiento tuvo origen local o estuvo promovido desde Belgrado por el gobierno serbio encabezado por Milošević. En cualquier caso, se autoproclamó la República Serbia de Krajina, lo que fue visto por el Gobierno croata como una rebelión. 
El ministerio croata de Interior comenzó, en consecuencia, a armar a las cada vez más numerosas fuerzas especiales de policía, convirtiendo a éstas, de facto, en un auténtico ejército. El 9 de abril de 1991, el presidente croata Franjo Tudjman ordenó rebautizar a estos cuerpos como Zbor Narodne Garde ("Guardia Popular"), determinando así la creación de un ejército separado para Croacia.
Mientras tanto, el ejército federal (JNA) y las fuerzas locales de la Defensa Territorial permanecieron bajo el mando del gobierno federal liderado por Milošević. Llegado el caso, el JNA se posicionó junto a las fuerzas serbocroatas locales, interviniendo contra las unidades de policía croatas.
El 19 de mayo de 1991, las autoridades croatas celebraron un referéndum de autodeterminación, ofreciendo entre las opciones el permanecer en Yugoslavia con una unión menos estrecha. Las autoridades serbias locales hicieron un llamamiento a favor del boicot de la consulta, siendo este seguido ampliamente por los serbocroatas, con lo que el voto a favor de la independencia alcanzó el 94.17%. Croacia se declaró independiente y "razdruženje" (desmembrada) de Yugoslavia el 25 de junio de 1991, si bien la Comisión Europea conminó a las autoridades croatas a aplazar la decisión. Croacia acordó entonces congelar su independencia por tres meses, ayudando así a calmar un poco las tensiones.

Mapa estratégico del plan de ofensiva del JNA en Croacia, 1991.

### Enfrentamientos
Un mes después de la declaración de independencia, las fuerzas serbias controlaban aproximadamente una cuarta parte del país, básicamente las áreas con una población predominantemente serbia. Disponían de clara superioridad en armamento y equipamiento, y la posibilidad de desarrollar una estrategia ofensiva. Desde el estallido de la guerra abierta, las ciudades de Dubrovnik, Šibenik, Zadar, Karlovac, Sisak, Slavonski Brod, Osijek, Vinkovci, Pakrac y Vukovar fueron atacadas progresivamente por fuerzas serbias.
La ONU impuso un embargo de armas, que afectó en mucha mayor medida al joven ejército croata que a las fuerzas serbias respaldadas por el JNA. Esto forzó a los croatas a importar armas de contrabando. Una gran cantidad de material vino de Hungría a través de un acuerdo secreto con el gobierno húngaro.
En junio y julio, la breve Guerra de los Diez Días en Eslovenia llegó a una veloz y clara solución pacífica, en parte gracias a la homogeneidad étnica de la población eslovena, y desembocó en la independencia de este país. Durante este conflicto, numerosos soldados croatas y eslovenos se negaron a luchar y desertaron del JNA.
En julio, en un intento por salvar lo que quedaba del país menos Eslovenia, las fuerzas del JNA se vieron envueltas en operaciones contra regiones de mayoría croata. La guerra a gran escala estalló en agosto. Como había sucedido en Eslovenia, cuando los soldados croatas se negaron a luchar al comienzo de las operaciones militares en Croacia, militares pertenecientes a grupos étnicos como los albaneses, macedonios y bosnios empezaron a desertar en masa del JNA. Tras esto, se estima que un 90% de los soldados remanentes en el JNA eran serbios, quedando por tanto el ejército federal de Yugoslavia, de facto, como un ejército serbio.

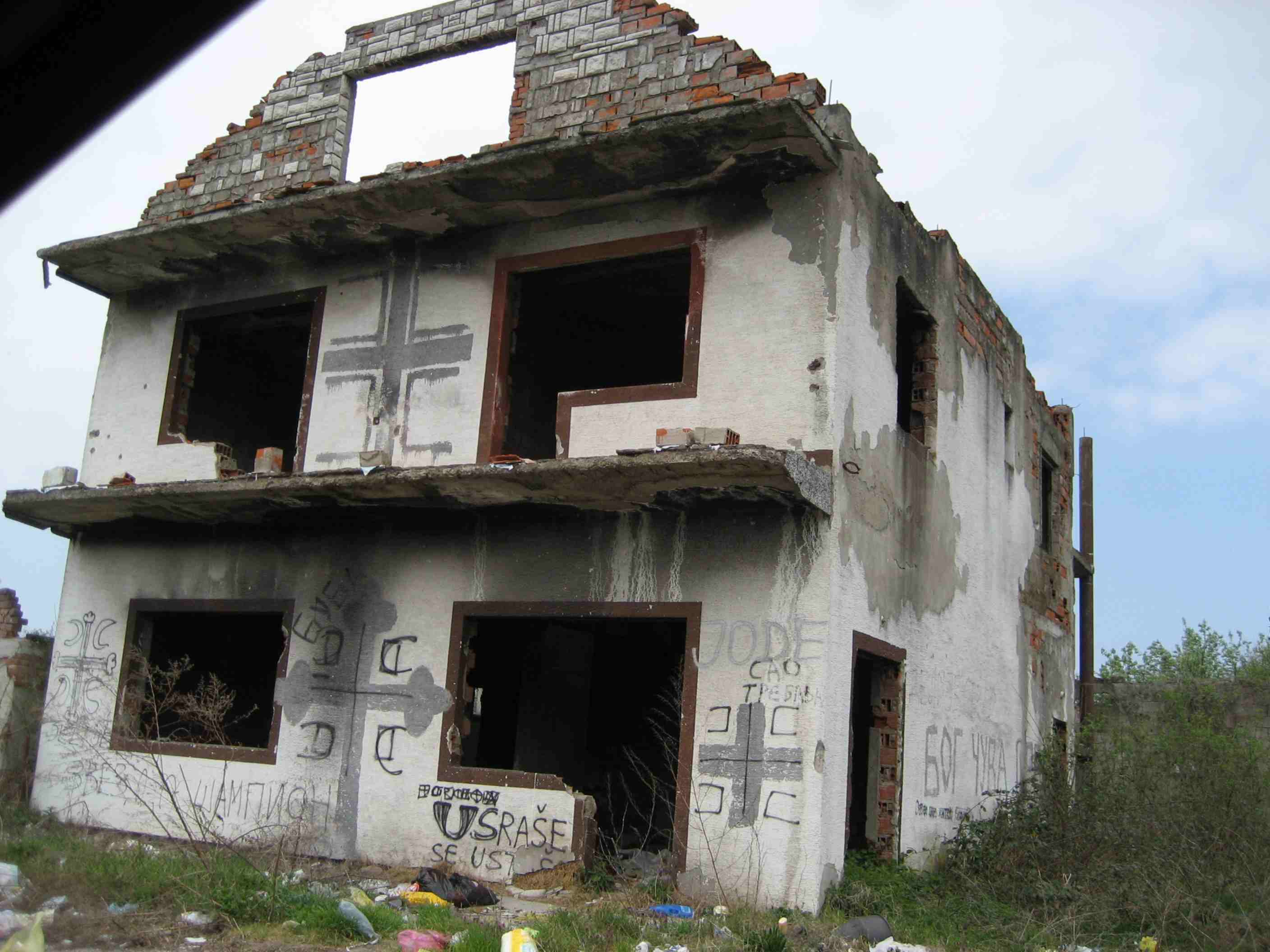
Casa croata destruida como parte de la limpieza étnica

En agosto de 1991, la ciudad fronteriza de Vukovar fue sitiada, dando comienzo así la Batalla de Vukovar. Tropas serbias rodearon completamente la ciudad. La población croata de Vukovar, incluyendo la 204.ª Brigada de Vukovar, se atrincheró en la ciudad y defendió sus posiciones contra las brigadas mecanizadas de élite del JNA, apoyadas por muchas unidades paramilitares serbias. Civiles étnicamente croatas se habían refugiado en la ciudad, mientras que otros grupos huyeron de las zonas en conflicto. En términos generales, los croatas se escaparon de las zonas fronterizas con Bosnia y Serbia, mientras que los serbios se dirigían hacia ellas.
Hay pruebas de las extremas privaciones sufridas por la población en aquellos momentos. Algunas estimaciones cifran en 220.000 croatas y 300.000 serbios el número de personas desplazadas internamente a la fuerza durante la guerra en Croacia. En los peores momentos del conflicto, a finales de 1991, cerca de 550.000 personas se hallaban refugiadas temporalmente en el lado croata. Los censos de 1991 y 1993 muestran una diferencia en la República Serbia de Krajina de cerca de 102.000 serbios y 135.000 croatas. En muchos lugares, grandes grupos de civiles fueron desalojados por los militares. Esto fue calificado de limpieza étnica, un término que comenzó entonces a emplearse y en el que podía entenderse desde el desalojo hasta el asesinato de los civiles pertenecientes a un determinado grupo étnico.

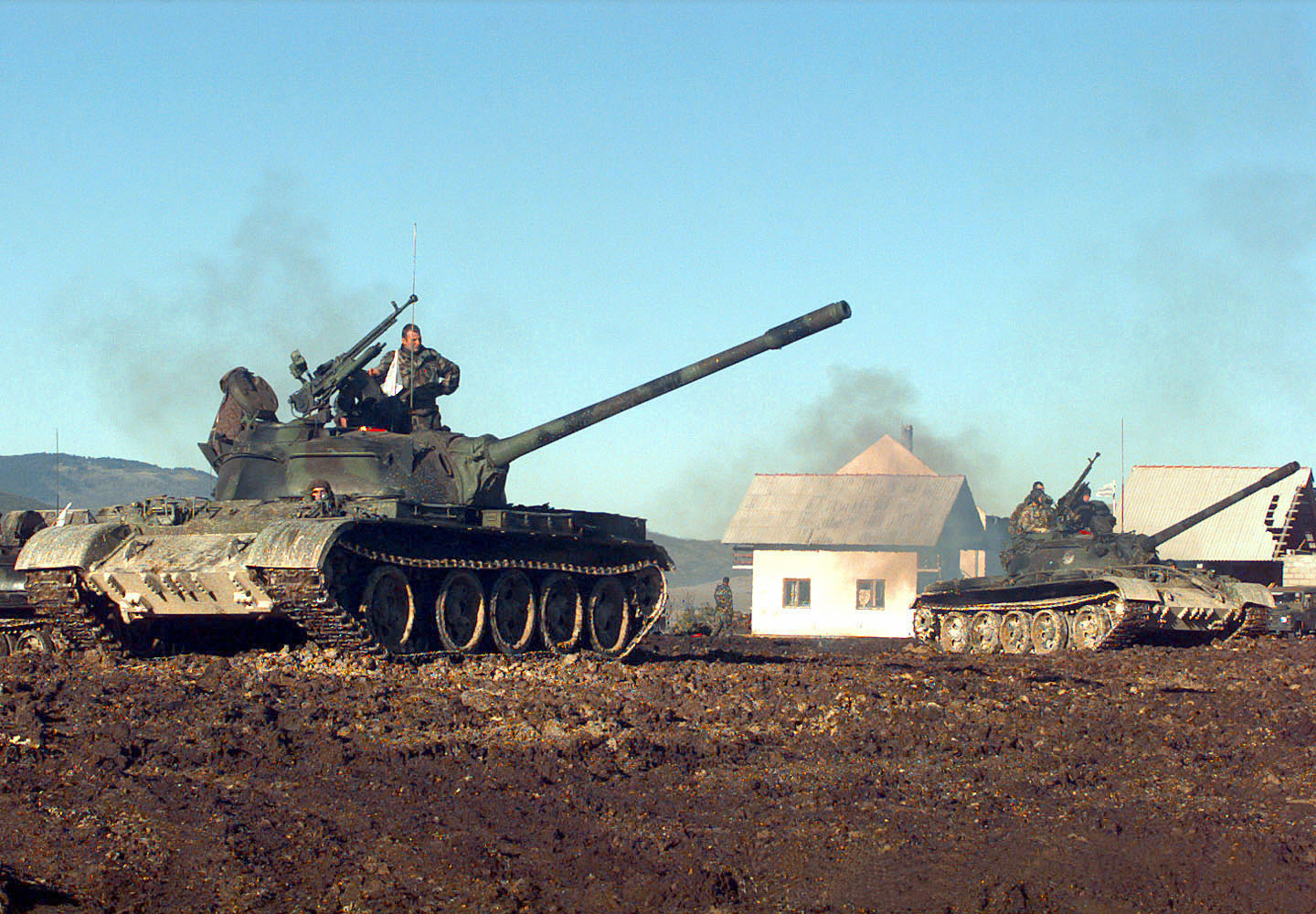
Tanque croata T-55.

El Presidente Tudjman hizo una declaración el 5 de octubre de 1991 llamando a toda la población a movilizarse y defenderse contra lo que definía como el "imperialismo de la Gran Serbia", llevado a cabo por el JNA proserbio, formaciones paramilitares serbias y fuerzas serbocroatas rebeldes. El 7 de octubre, hubo una explosión en el edificio del Gobierno en Zagreb cuando Tudjman, Mesić y Marković estaban presentes. La explosión destruyó muchas dependencias de Banski dvori, pero no consiguió matar a ninguno de los líderes. El Gobierno declaró que había sido un ataque aéreo por la aviación del JNA. Al parecer, el ejército croata había recibido informaciones del aeródromo de Bihać (perteneciente al JNA) el día antes de que se estaba preparando una misión aérea ultrasecreta para el día siguiente, pero no fueron tenidas en cuenta por la falta de detalles. El JNA negó ser responsable de la explosión, acusando de ella al propio gobierno croata. Hay opiniones en el sentido de que algunas de las pocas embajadas y consulados que había entonces en Zagreb, habían retirado parte de su personal ese día —sugiriendo con ello que existía información previa sobre un próximo ataque aéreo o bomba— en previsión de un posible "segundo ataque". En cualquier caso, al día siguiente el Parlamento croata cortó todos los lazos aún existentes con Yugoslavia. Hoy en día, se considera el 8 de octubre como el Día de la Independencia de Croacia.

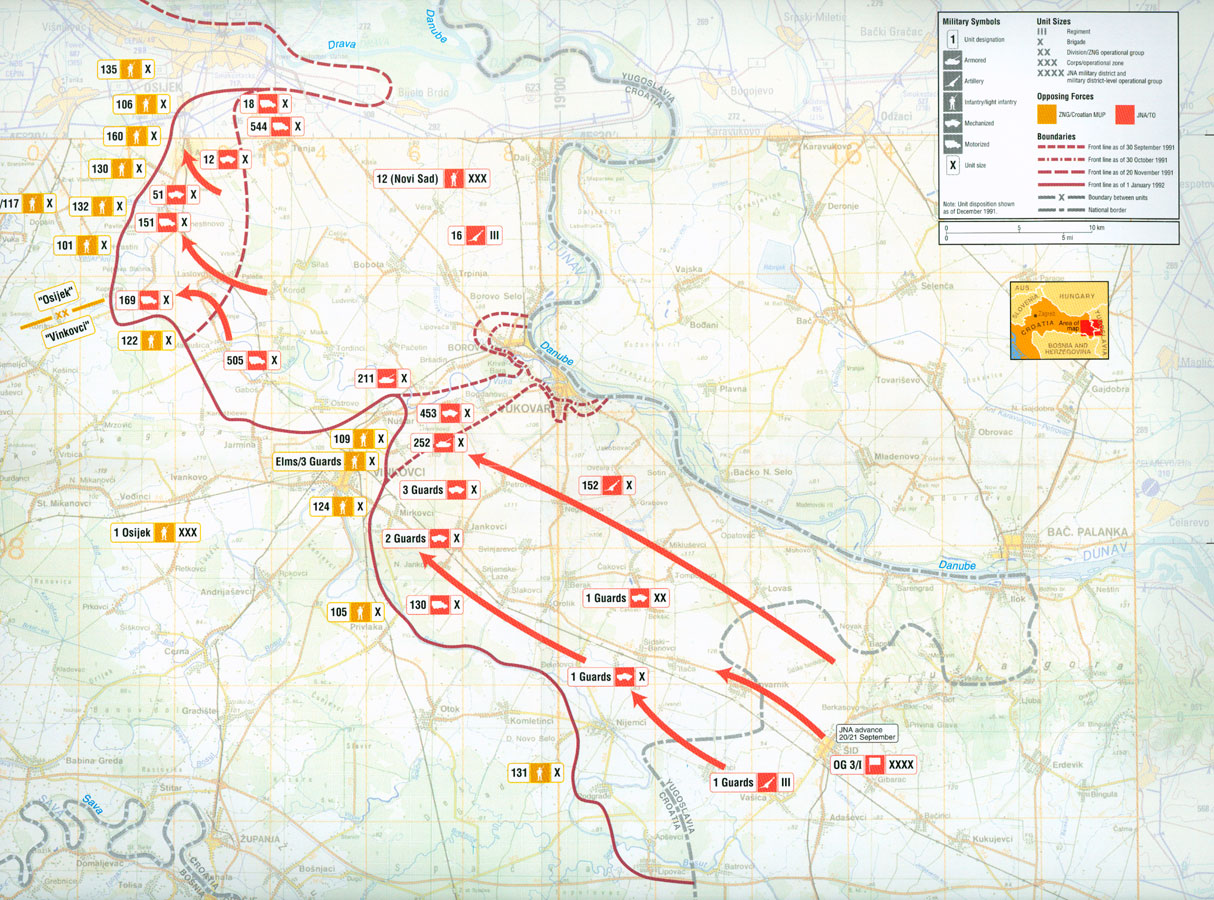
Avance del JNA a través de Eslavonia Oriental

El supuesto bombardeo del Gobierno en Zagreb y el Asedio de Dubrovnik, comenzado en octubre, fueron los factores que determinaron la decisión tomada en el seno de la Comunidad Europea en el sentido de imponer sanciones a Serbia.

La situación para los croatas en Vukovar hacia octubre y principios de noviembre se hizo cada vez más desesperada. Hacia el final de la batalla, un número creciente de civiles croatas fueron asesinados por fuerzas serbias en hospitales y refugios protegidos por la Cruz Roja. Desde 2006, tres antiguos oficiales del ejército yugoslavo han sido juzgados por dichas masacres en el Tribunal Internacional para Crímenes de Guerra en la Antigua Yugoslavia en La Haya. Veselin Šljivančanin, Mile Mrkšić y Miroslav Radić niegan, por su parte, los cargos de asesinato, tortura y persecución; la fiscalía afirma que tras la captura de Vukovar, el ejército yugoslavo (JNA) entregó muchos cientos de croatas a las fuerzas serbias. De ellos, al menos 264 (soldados heridos, mujeres, niños y ancianos) fueron asesinados y sepultados en fosas comunes en el barrio de Ovcara, a las afueras de Vukovar. El alcalde de la ciudad, Slavko Dokmanović, fue asimismo procesado por el Tribunal, si bien se suicidó en 1998 en su celda antes de que comenzara el proceso contra él.

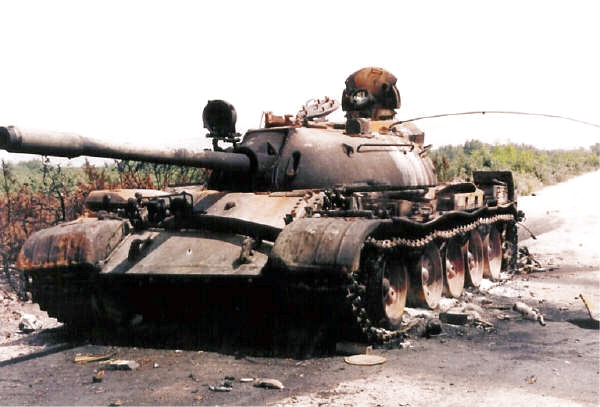
Un tanque serbio destruido por el ejército croata en la carretera de Drniš

El 18 de noviembre de 1991, Vukovar cayó en manos serbias tras un asedio de tres meses y se produjo la masacre de Vukovar, siendo los supervivientes transportados a campos de prisioneros, la mayoría de ellos al campo de Sremska Mitrovica. La ciudad de Vukovar resultó destruida casi por completo. El persistente foco de atención en un asedio facilitó la concentración de la opinión pública internacional. Muchos periodistas internacionales siguieron la situación desde la propia Vukovar o en los alrededores, así como el mediador de la ONU, Cyrus Vance (antiguo Secretario de Estado del Presidente norteamericano Carter). Paradójicamente, este asedio, a pesar de su brutalidad, contribuyó con su impacto mediático a la resolución del conflicto. Según afirmaron las autoridades croatas de entonces, la rendición de Vukovar fue al parecer un intento de prevenir mayores devastaciones en Dubrovnik y otras ciudades.
El 19 de diciembre de 1991, durante la fase más dura de la guerra, las Regiones Autónomas Serbias de Krajina se autoproclamaron independientes como la República Serbia de Krajina. A comienzos de noviembre de 1991, el Ejército Croata había comenzado un exitoso contraataque en la Eslavonia Occidental, lo que fue el punto de inflexión en el desarrollo de la guerra. 
En Eslavonia Occidental, los serbios ocuparon rápidamente en agosto de 1991, gran parte de los entonces municipios de Grubišno Polje, Daruvar, Slatina, Orahovica, Pakrac, este de Novska y oeste de Nova Gradiška. Los croatas desarrollaron la Operación Otkos 10 entre el 31 de octubre y el 4 de noviembre de 1991 que supuso la recuperación de 300 km² en las áreas comprendidas entre los montes Bilogora y Papuk. Fue seguida por la Operación Papuk-91 en las municipalidades de Daruvar, Slatina y Orahovica. Simultáneamente, se realizó posteriores avances en Posavina durante la segunda mitad de diciembre - Operación Orkan-91. Al momento de la firma en Sarajevo del alto el fuego duradero el 2 de enero de 1992, los croatas se encontraban exhaustos mientras que los yugoslavos se encontraban enviando tropas frescas desde fuera del teatro. 
En seis meses, 10 000 personas habían muerto, cientos de miles habían huido y decenas de miles de casas habían sido destruidas.

### Un alto al fuego finalmente duradero (1992)
Se firmaron frecuentes acuerdos de alto el fuego, bajo la mediación de diplomáticos extranjeros, pero estos eran habitualmente rotos. El último acuerdo promovido por la ONU, el 21.º, se firmó el 2 de enero de 1992. Por él, se desplegaría una misión de paz, UNPROFOR, con la tarea de controlar el alto al fuego y se desmilitarizarían determinados sectores que habían sido campo de batalla. El JNA se fue retirando progresivamente de Croacia —incluso de Krajina— aunque grupos paramilitares serbios mantuvieron claramente el control de los territorios recién ocupados.
Las Fuerzas Armadas de la República de Croacia perdieron 3.761 defensores en la guerra. Las mayores pérdidas, 1.014 personas, se registraron en el condado de Vukovar-Srijem.
Croacia fue oficialmente reconocida el 15 de enero de 1992 por la Comunidad Europea. Se convirtió en miembro de las Naciones Unidas el 22 de mayo de 1992. Esto se condicionó a la adopción de enmiendas a la Constitución croata que protegieran los derechos humanos de las minorías nacionales.
El conflicto armado en Croacia continuó intermitentemente a pequeña escala. Se desarrollaron multitud de pequeñas operaciones a cargo de fuerzas croatas, con el objetivo de romper el cerco de Dubrovnik y otras ciudades croatas (Šibenik, Zadar y Gospić) e impedir esporádicos ataques serbios con cohetes que no habían desaparecido ni siquiera con la presencia de tropas de la ONU (por ejemplo, Osijek, la tercera ciudad croata en tamaño, vivió bajo una constante alerta oficial de bombardeo hasta mediados de 1993, mientras Šibenik, uno de los mayores centros turísticos de la costa, recibía un cohete o dos casi cada semana, especialmente durante los meses de verano). Una lista parcial de estas operaciones:
- en la batalla de Miljevci (entre el río Krka y Drniš), 21–22 de junio de 1992
- en la zona de Dubrovnik:
  - Operación Tigar, 1-13 de julio de 1992
  - en Konavle, 20-24 de septiembre de 1992
  - en Vlaštica, 22-25 de septiembre de 1992
  - lo que siguió a la retirada del JNA de Konavle y Prevlaka, 30 de septiembre-20 de octubre de 1992
- en la colina de Križ, cerca de Bibinje y Zadar

Slavonski Brod y Županja también fueron bombardeadas a menudo desde partes de Bosnia ocupadas por fuerzas serbias.

### Posteriores avances militares croatas (1993)
El conflicto en Croacia continuó en 1993 a menor escala que en 1991 y 1992. Se desarrollaron más operaciones exitosas a cargo de fuerzas croatas, a fin de recuperar territorio y liberar ciudades croatas de los bombardeos serbios (por ejemplo, Zadar y Gospić), pero la lucha fue muy limitada entre el alto el fuego de 1992 y las ofensivas croatas de 1995, y las acciones militares efectuadas en ese periodo de tres años y medio duraron en total unas dos semanas.
A lo largo de 1993, se dieron tres operaciones notables:
- en la presa hidroeléctrica de Peruća, 27-28 de enero de 1993.
- Operación Maslenica, cerca de Zadar, 22 de enero-10 de febrero de 1993.
- Operación Medak, en el área cerca de Gospić, 9-17 de septiembre de 1993.

Mientras que la mayoría de estas operaciones fueron éxitos relativos para el Gobierno croata, la fracasada Operación Medak en 1993 dañó la reputación internacional del país. Esto hizo que el ejército croata no realizara más acciones ofensivas durante los siguientes 12 meses. El Tribunal de La Haya investigó más tarde a los oficiales croatas Janko Bobetko, Rahim Ademi, Mirko Norac y otros por crímenes cometidos durante esta operación.
Se aprobaron diversas resoluciones en la ONU exigiendo a Croacia que se retirara a las posiciones que ocupaba previamente y que contuviera las operaciones militares. Algunos elementos croatas se sintieron agraviados, ya que ninguna resolución de la ONU había exigido a los serbios no atacar a Croacia en los comienzos de la guerra (cuando los disturbios eran considerados internos, no de índole internacional). En octubre de 1993, el Consejo de Seguridad de las Naciones Unidas afirmó por primera vez que las zonas bajo administración de la ONU, protegidas por UNPROFOR, eran parte integral de la República de Croacia.
Las tropas de UNPROFOR generalmente no hicieron nada más que observar durante el período 1992-1995. Sin embargo, sirvieron para fijar las fronteras delimitadas por la guerra. De ese modo, fracasaron en el intento de dar a los refugiados alguna posibilidad de regresar a sus casas. Se estima que fue expulsado el 98% de la población croata residente en la Krajina.
Durante 1992 y 1993, unos 225.000 croatas, incluyendo refugiados de Bosnia y Herzegovina y otros provenientes de Serbia, se establecieron en Croacia. Un notable número de bosnios huyeron, asimismo, hacia Croacia (que fue en un principio el principal destino de los refugiados de ese país). Voluntarios croatas y soldados reclutados participaron en la Guerra en Bosnia. Algunos de los más cercanos colaboradores del Presidente Tudjman, como Gojko Šušak o Ivić Pašalić, provenían de la Herzegovina dominada por croatas, e intentaron ayudar a los croatas de Bosnia, financieramente y de otras maneras.
Durante el mismo periodo, Croacia también aceptó a 280.000 refugiados bosnios que huían de la guerra. La enorme cantidad de refugiados fue significativamente desgastando la economía y la infraestructura croatas. El embajador de Estados Unidos en Croacia, Peter Galbraith, trató en una entrevista del 8 de noviembre de 1993 de poner en perspectiva el número de refugiados bosnios en Croacia, diciendo que la situación sería equivalente a si Estados Unidos acogiese de golpe 30.000.000 de refugiados.
El 18 de febrero de 1993, las autoridades croatas firmaron el Acuerdo de Daruvar con los líderes serbios de Eslavonia Occidental. El acuerdo se mantuvo en secreto y trataba de normalizar la vida de la población de la zona. Sin embargo, las autoridades de Knin tomaron nota del trato y arrestaron a los líderes serbios responsables del mismo, dado que parecía claro que estaban aceptando una reintegración pacífica en Croacia.
En 1993, los croatas y los bosnios se enfrentaron entre sí, mientras que al mismo tiempo ambos luchaban contra los serbobosnios. Franjo Tudjman participó en las conversaciones de paz entre los croatas de Bosnia y los bosnios, que cristalizaron en el Acuerdo de Washington de 1994, reduciendo a dos el número de beligerantes en Bosnia.

### Disminución del apoyo a la Krajina (1994)
En marzo de 1994, las autoridades de Krajina firmaron un alto el fuego.
A finales de 1994, el ejército croata intervino numerosas veces en Bosnia: entre el 1 y el 3 de noviembre en la “Operación Cincar" cerca de Kupres, y entre el 29 de noviembre y el 24 de diciembre en la operación "Winter 94" cerca de Dinara y Livno. Estas operaciones tenían por finalidad levantar el cerco a Bihać y tomar posiciones al norte de la capital de la Krajina serbia, Knin, rodeándola así de hecho por tres lados.
Mientras, se entablaron negociaciones entre Croacia y los gobernantes de la República Serbia de Krajina (RSK) con mediación de la ONU. Las disputas se referían a la reapertura al tráfico de la autopista Zagreb-Slavonski Brod ocupada por los serbios, cerca de Okučani, así como el estatus de las zonas de mayoría serbia en Croacia. Los repetidos desacuerdos en estas dos materias servirían como desencadenante de las dos ofensivas croatas de 1995.

### El final de la guerra (1995)

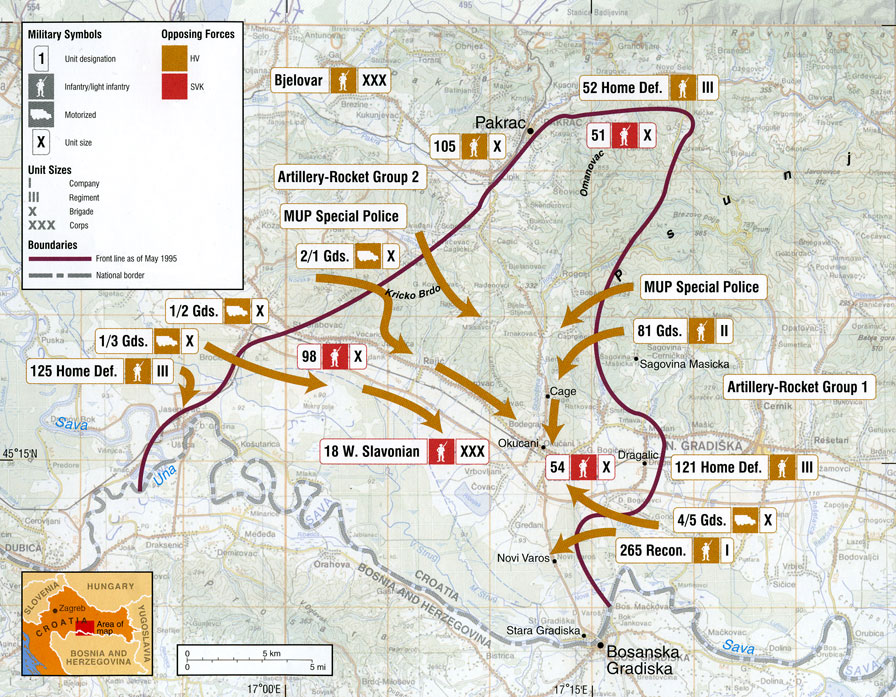
Mapa de la Operación Flash

A principios de mayo de 1995, la violencia explotó de nuevo. La RSK perdió el apoyo de Belgrado, parcialmente a causa de la presión internacional. Al mismo tiempo, el ejército croata tomó de nuevo la totalidad de los territorios ocupados de Eslavonia Occidental durante la Operación Bljesak. Como represalia, fuerzas serbias atacaron Zagreb con cohetes, matando a 7 personas e hiriendo a 175.
En agosto de 1995, Croacia comenzó la Operación Tormenta y rápidamente ocupó la mayoría de la RSK, excepto una pequeña franja cerca de la frontera serbia (Eslavonia Oriental). En unos cuatro días, cerca de 150.000-200.000 civiles serbios huyeron, la mayoría hacia Serbia y Bosnia. Es considerada por número la mayor limpieza étnica en Europa desde el fin de la Segunda Guerra Mundial.

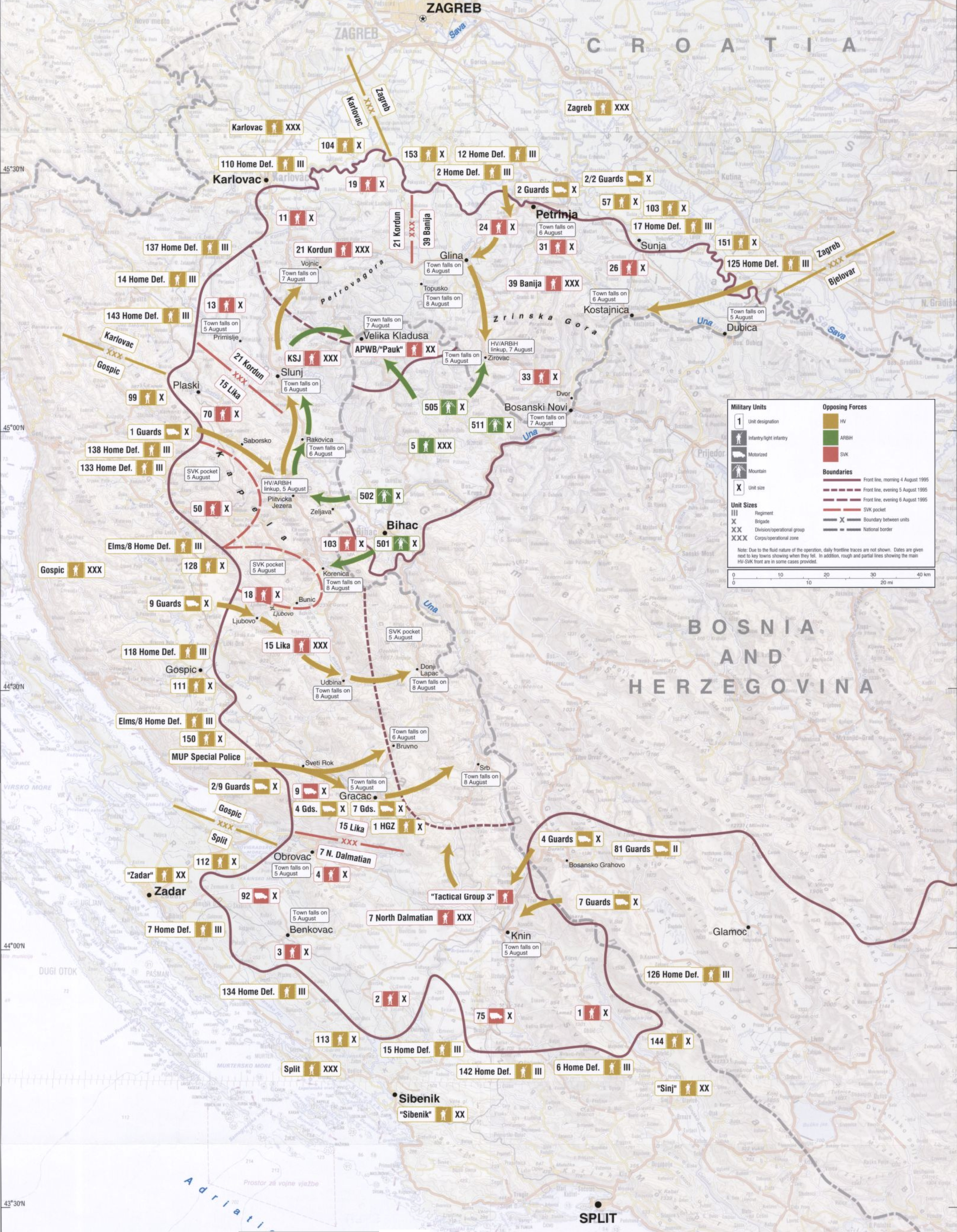
Mapa de la Operación Tormenta

La naturaleza de este éxodo es aún hoy discutida entre serbios y croatas: los primeros sostienen que la limpieza étnica fue planeada por el Gobierno croata, mientras que los segundos alegan que se respetó la promesa de Tudjman de no atacar a los civiles y atribuyen los casos de muertes a venganzas y acciones individuales por parte de grupos croatas descontrolados. Sin embargo, el número real de refugiados es difícil de establecer a causa de la poca fiabilidad de las fuentes (según algunas de ellas, la cantidad de refugiados habría sido incluso mayor al de habitantes en la zona). 
El ejército croata procedió a luchar contra los serbios en Bosnia, del lado de los bosniomusulmanes, pero la intervención diplomática de Estados Unidos les obligó a desistir de posteriores y mayores avances. Si el ejército croata hubiese ocupado la segunda ciudad de Bosnia, Banja Luka, cerca de la frontera croata, la crisis de refugiados habría llegado a ser intolerable. Probablemente decenas de miles de personas habrían tratado de escapar hacia el este a través del estrecho corredor de Posavina, hacia el este de Bosnia y hacia Serbia. En conjunto, el censo de 2001 muestra 380.032 serbios menos en Croacia, si lo comparamos con el de 1991. Algunas fuentes serbias dicen que estos datos son, incluso, minusvaloraciones.
Unos pocos meses después, la guerra acabó con la negociación de los Acuerdos de Dayton (en Dayton, Ohio), posteriormente firmados en París en diciembre de 1995.

## Reacciones internacionales
La crisis emergió en Yugoslavia con el debilitamiento del comunismo en la Europa del Este y el ascenso del nacionalismo, por lo que la actitud de la comunidad internacional fue un tanto expectante. Desde el comienzo, sin embargo, la prensa occidental estaba llena de advertencias en el sentido de impedir la tragedia en ex Yugoslavia. Cuando la guerra estalló en Croacia, se multiplicaron las opiniones que veían este conflicto como el preludio de choques étnicos aún mucho más graves en Bosnia y Kosovo.
El papel de la comunidad internacional en la guerra es aún motivo de gran controversia. Muchas voces condenan, hoy en día, la falta de interés internacional por la guerra en Croacia durante su desarrollo. Eran quizá otras las preocupaciones más urgentes, como la guerra del Golfo de 1991 tras la invasión de Kuwait por Irak, que atraían la atención internacional por sus repercusiones en forma de aumento de los precios del petróleo y la ralentización del crecimiento económico. Asimismo, preocupaba no fomentar la extensión de la influencia del nacionalismo y las ideas separatistas en los países occidentales. La falta de una atención y una respuesta adecuadas no afectaron sólo al caso de los países de ex Yugoslavia. Las naciones europeas rehusaron también, por ejemplo, intervenir en Ruanda durante la crisis de 1994.
En 1989-91, la comunidad internacional trató de negar que se tratara de un problema internacional, tendiendo a apoyar al Gobierno federal yugoslavo. El embargo de armas impuesto por la ONU a todas las repúblicas yugoslavas, por ejemplo, favorecía claramente al poder federal (controlado por fuerzas serbias), dado que disponía ya de un armamento al que las repúblicas secesionistas no podían tener acceso.
El reconocimiento oficial de los nuevos Estados de Eslovenia y Croacia supuso una materia muy controvertida para los gobiernos extranjeros en aquel momento.
A mediados de diciembre de 1991, otros países recién independizados, como Lituania, Letonia y Ucrania, reconocieron la independencia de Croacia y Eslovenia. Estas se reconocieron una a la otra, sumándose a este proceso la Santa Sede (Eslovenia y Croacia son naciones tradicionalmente católicas) o Islandia.
Entre el 19 y el 23 de diciembre, otros muchos países europeos, como Alemania, Suecia e Italia, anunciaron su reconocimiento de la independencia croata y eslovena. La Comunidad Europea en pleno aceptó el reconocimiento de las dos nuevas repúblicas el 15 de enero de 1992. Cada uno de los gobiernos de las diferentes potencias actuó de forma diferente.

### Reino Unido
El Gobierno liderado por John Major insistió en una política estricta de no intervención. Algunos historiadores interpretan hoy en día esta actitud como un claro apoyo al poder establecido.

### Alemania
Los países occidentales más cercanos fueron en general más receptivos a las demandas de los croatas, sobre todo Alemania. El Gobierno de Helmut Kohl fue favorable al reconocimiento, si bien sus propios problemas territoriales (reunificación alemana) y la cierta resistencia que encontró en otros países europeos le impidieron adoptar medidas aún más afirmativas, como equipar o apoyar abiertamente a las tropas croatas. En Alemania se produjo una gran controversia sobre si parte del armamento soviético empleado por los croatas no procedía, en realidad, de los arsenales de la extinta RDA.

### Rusia
Los países de Europa oriental, como por ejemplo Rusia o Grecia, eran en general antiguos aliados de Serbia, por lo que se opusieron al reconocimiento de Croacia. Pese al gobierno moderado de Borís Yeltsin, los enormes cambios sufridos por Rusia en aquellos años fueron una de las razones que disuadieron a los países europeos a actuar, no queriendo emprender acciones militares que pudieran provocar un conflicto mucho más amplio, ya que en ese momento no era muy fácil predecir cuál sería la respuesta de Rusia ante la situación.

### Estados Unidos
Los Estados Unidos fueron los máximos defensores, junto al Reino Unido, de la política de no-intervención. La administración estaba presidida por George Bush hasta finales de 1992. Las cosas cambiaron con Bill Clinton, quien adoptó una actitud más agresiva ante la situación y jugó un papel más intervencionista. En 1995 los Estados Unidos emplearon sus aviones espía para vigilar minuciosamente los movimientos del ejército croata en preparación de la Operación Tormenta, y los Secretarios de Estado Lawrence Eagleburger y Warren Christopher fueron muy críticos con los movimientos alemanes a favor de Croacia, argumentando que provocarían una escalada del conflicto.

### Argentina
Argentina apoyó a las fuerzas croatas enviando armas y voluntarios, como el excapitán del Ejército Argentino Rodolfo Barrios Saavedra, quien alcanzó el rango de brigadier general del ejército croata. En la guerra de independencia de Croacia (1991-95), combatieron como voluntarios cerca de 400 argentinos. Todos ellos en las fuerzas de defensa de Croacia. Existe información sobre la muerte en acción de cuatro de ellos: un ex subnaval (IMARA) y tres voluntarios.

## Cronología de los eventos principales
| Fecha                                      | Hecho                                                                    |
| 1-2 de marzo de 1991                       | Enfrentamiento de Pakrac                                                 |
| 31 de marzo de 1991                        | Incidente del Lago Plitvice                                              |
| 14 de agosto de 1991                       | Tropas croatas ingresan a Okučani. Inicio de la guerra en forma abierta. |
| Septiembre de 1991                         | Comienzo de la Batalla de Vukovar                                        |
| 14-19 de septiembre de 1991                | Batalla de los Cuarteles                                                 |
| 1 de octubre de 1991                       | Comienzo del Asedio de Dubrovnik                                         |
| 5 de octubre de 1991                       | Croacia decreta movilización general                                     |
| 7 de octubre de 1991                       | El JNA bombardea el Gobierno croata                                      |
| 29 de octubre de 1991-3 de enero de 1992   | Operación Orkan 91                                                       |
| 31 de octubre-4 de noviembre de 1991       | Operación Otkos 10                                                       |
| 18 de noviembre de 1991                    | Final de la Batalla de Vukovar, masacre de Vukovar                       |
| 29 de noviembre de 1991-3 de enero de 1992 | Operación Papuk-91                                                       |
| 2 de enero de 1992                         | Firma del Acuerdo de Alto al Fuego en Sarajevo.                          |
| 21 de junio de 1992                        | Batalla de Miljevci                                                      |
| 22 de enero de 1993                        | Operación Maslenica                                                      |
| 9-17 de septiembre de 1993                 | Operación Bolsa de Medak                                                 |
| 1-4 de mayo de 1995                        | Operación Bljesak                                                        |
| 2-3 de mayo de 1995                        | Ataque con cohetes sobre Zagreb                                          |
| 25-29 de julio de 1995                     | Operación Ljeto '95                                                      |
| 4-7 de agosto de 1995                      | Operación Tormenta                                                       |
| 18-19 de septiembre de 1995                | Operación Una                                                            |

## En la literatura
La novela de Arturo Pérez-Reverte El pintor de batallas está basada en su experiencia como corresponsal en la Guerra de Croacia.